# エマニュエル・レヴィナス
エマニュエル・レヴィナス（Emmanuel Levinas フランス語: [ɛmanɥɛl ləvinas]、1906年1月12日 - 1995年12月25日）は、ロシア生まれのユダヤ人哲学者、宗教哲学者。第二次世界大戦後のヨーロッパを代表する哲学者であり、現代哲学における「他者論」の代表的人物だとされている。エトムント・フッサールやマルティン・ハイデッガーの現象学に関する研究を出発点とし、ユダヤ思想を背景にした独自の倫理学、更にはタルムードの研究などでも知られる。
ロシア帝国、現リトアニア、カウナス出身のユダヤ人。リトアニア語名はEmanuelis Levinas（エマヌエリス・レヴィナス）。フランス語ではレヴィナ[leviˈna]ともレヴィナス[leviˈnas]とも発音する。息子は作曲家及びピアニストのミカエル・レヴィナス。

## 来歴

### 1906年から1945年まで
1906年1月12日（革命前のロシア暦では1905年12月30日）、ロシア帝国(現リトアニア)のカウナスに生まれる。カウナス並びにハリコフで中高等教育を受け、1924年にストラスブール大学を卒業。同大学在学中、モーリス・ブランショと親交を結んだ。1928年からフライブルク大学で、エトムント・フッサール、マルティン・ハイデッガーらに師事。1930年に第三課程博士論文として「フッサール現象学の直観理論」を発表、これが翌年に出版されたことで、フランスに現象学を導入した第一人者となる。同年にフランスに帰化。1934年よりパリのユダヤ人機関「全イスラエル同盟」の委員を勤める傍ら、数々の哲学論考を発表し始める。1935年、「逃走について」を発表。第二次大戦開戦後すぐの1939年にフランス軍に召集され、翌年ドイツ軍の捕虜となる。戦時中は5年間近くにわたりフランスとドイツで抑留生活を送る。その間、フランス在住の妻や長女はかくまわれてホロコーストをのがれたが、義母は行方不明となった。父や兄弟など在リトアニアの彼の親族たちはほぼ全員、親衛隊 (ナチス)によって殺害された。

### 第二次世界大戦後から1950年代
戦後は1946年から47年にかけて、ホロコーストを生き延びたユダヤ人哲学者であるジャン・ヴァール主宰の哲学学院「コレージュ・ド・フランス」に於いて、連続講義「時間と他なるもの」を行う。コレージュ・ド・フランスではその後も1964年まで継続して講義を行った。
1947年、戦後初の著作『実存から実存者へ』が公刊される。レヴィナスは同著で、ハイデガーの脱表象主義的な世界概念を継承しつつも、ハイデガーの道具的連関の目的論的性格を斥ける形で、多様な「世界との接触」の媒体となる意味たる感覚の多層性を描き出そうとする一方で、実存することの意味としての「時間性」を、ハイデガーとは別の仕方で定式化しようと試みたのである。翌年には前述の講演を著作化した『時間と他者』が、さらに翌年には『フッサールとハイデガーと共に実存を発見しつつ』(第1版)が刊行された。
1950年代には著作の刊行はなく、論文の執筆が目立っている。これらの論文は後の『全体性と無限』を準備するものとなる。

### 1960年代
1961年に主著『全体性と無限』を公刊、国家博士号を取得。博士論文の審査は同年6月6日にパリ大学で行われ、主査はジャン・ヴァールが務めた。同年よりポワティエ大学で、1966年からはポール・リクールの積極的招致によりパリ第10大学で教える。1964年、『全体性と無限』に対する重大な応答がジャック・デリダから寄せられる（「暴力と形而上学」）。これは後の主著『存在するとは別の仕方で 或いは存在の彼方へ』に向け、レヴィナス自身が己の思想を深化させる一つの契機となった。

### 1970年代
1972年、論文集の『他なる人間のヒューマニズム』が刊行される。1974年に第二の主著『存在するとは別の仕方で 或いは存在の彼方へ』を公刊。1975年11月から翌年5月にかけて、パリ第4大学で最終講義「死と時間」を行い、1976年2月2日に同大学より名誉博士号を贈られる。同講演の記録は1993年に『神、死、時間』と題されて出版された。

### 1980年代以降
1981年2月から3月にかけ、フランス国営の文化放送ラジオ局「フランス・キュルチュール」にてフィリップ・ネモとの対談が行われ、翌年に『倫理と無限』として著作化される。
1986年9月2日、スリジー・ラ・サルに於けるシンポジウム「第一哲学としての倫理」にて講演。1991年、『われわれのあいだで』刊行。
1995年12月25日に死去。27日、パリのパンタン墓地でデリダが弔辞を読み上げた。

### その後
レヴィナスの遺稿を巡って近親者での相続争いが続いていたが、2000年代後半に一応の決着をみた。2009年よりフランスのGrasset社で未刊行のテクストを集成した『著作集』が刊行され、捕囚手帳や小説の構想、散逸していた「コレージュ・ド・フランス」での講義の梗概などが明らかになる。2013年に第1期となる全3巻の刊行が完結し、日本語訳も2014年から2018年にかけ法政大学出版局で出版された。

## 他者論
現代哲学での「他者」とは、「私の主張を否定してくるもの」「私の権利や生存にまったく無関心なもの」「私の理解をすり抜けるもの」などを意味し、多義的で抽象的な言葉である。言わば、自己（私）の思い通りにならない、よく分からない、「他人的な性質を持つもの」は、どれもまとめて「他者」と名付けられる。「他者」は「無限に続く『他者』の連鎖」を成しており、どのような言葉や理屈を述べても、それを否定する「他者」が存在することだけは決して否定できない。
例えば言動「x」が存在する場合、その言動を丸ごと「括弧」でくくって否定するような「他者」が存在し得る。つまり「『x』は馬鹿だ」というような、「他者」による言動が存在可能である。だが、その言動さえも丸ごと「括弧」でくくり、「『『x』は馬鹿だ』は馬鹿だ」と否定する「他者」も存在し得る。さらにその言動さえも否定する「他者」も存在可能であり、このように「他者」は無限である。
哲学や科学や宗教はいずれも、世界を何らかの形で記述して説明するが、それは言葉の組み合わせであり、何らかの「囲い（文章）」を作っている。その囲いの外側には、「囲いに含まれないもの」「違うと否定するもの」が ―― つまり「他者」が ―― 存在している。
他者論という観点から見れば、「誰にも否定されない絶対的な真理」を作り出すことは不可能である。一方で「他者」は、単に真理への到達を妨害する忌むべき存在というわけではなく、「私」を自己完結の孤独から救い出す、「無限の可能性」でもある。いかなる哲学、科学、数学を作り出しても、必ずその外部から「違う」と叫び叩き潰してくる、理解不能で残酷な「他者」が現れる。「他者」が現れるからこそ、自己は自己完結して停滞することなく、無限に問いかけ続けることができる。

### 全体性（世界全体）と他者
「他者」とは、「自分とは異なる存在」である。単に「私」（自己）以外の人間が「他者」であるとは限らず、「私」によって支配も回収もされることのない、「絶対的に他なるもの」も「他者」である。『全体性と無限』という書名が示すように、レヴィナスの哲学では「他者は決して全体性に回収されることのない無限の存在」とされている。
レヴィナスの言う「全体性」は広いイメージを持つ言葉であり、全体的な事柄、一つの価値観、全体主義（ナチズム）、世界全体なども指す。全体性または全体的価値観は、世界全体を捉えて意味付けし、全てを一つの価値の下に包み込む。そのような全体性に対し、「無限」であるものが「他者」であり、レヴィナスは「絶対的に異邦的なものだけが、私たちを教えることができる」と語っている。言い換えれば「他者」とは、全体性を超越している「異」であり、「いつまでも異なる存在」である。
レヴィナスによると、「他者」は「理解されえない、言い換えれば包括されることが不可能なものである」とされ、「所有を、私のさまざまな権能を拒む」とされている。すなわち「他者」は、「私」（自己）の内面を切り崩し、空にし、「私」として安住することを辞めさせ、「私」を超えたものを求めざるを得なくさせる。
「他者」は外部から現れるものであり、「世界の組織のなかでは、他者は無きにひとしい」とレヴィナスは言っている。
あるいは、「無限の責任を課す他者」こそが「他者」だと言う。「私」（自己）とは、「他者に対し無限の責任を負う」者であり、「私」と「他者」は非対称で不公平な関係にある。

## ユダヤ人として
ユダヤ人だったレヴィナスは、第二次世界大戦中ナチス・ドイツのユダヤ人虐殺により、家族・親族・友人のほとんど全員を失っている。人間未満の扱いを受けたレヴィナスは、人間がどれほど無残に死んでも、「世界」が何事もなかったかのように続いていく事実を恐怖するようになった。レヴィナスが恐れたのは、明日自分が殺されるかもしれない事実、および、死と無関係に存在し続ける「世の中」だった。「世界」は、目的も意図もまったく理解不能なまま存在している恐ろしいものであり、そこにレヴィナスは絶対的な「他者」を見出した。

### アマレク人の聖絶に関して

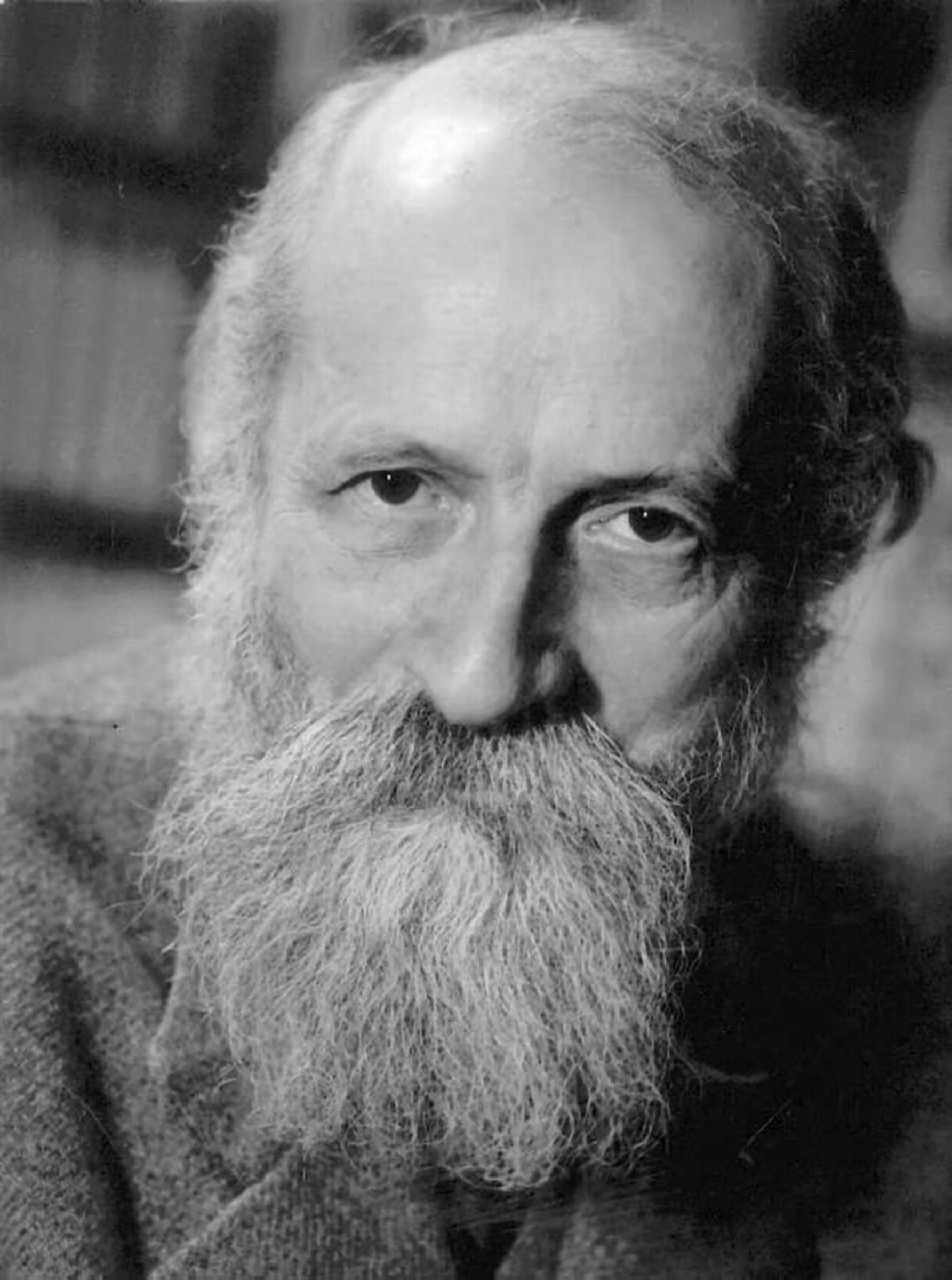
マルティン・ブーバー

『ヘブライ語聖書』（旧約聖書）にはイスラエル民族に敵対したアマレク人の聖絶を預言者サムエルを通して神が命じ、イスラエル王国の王サウルがアマレク人を皆殺しにしたという話がある。聖書無謬説を否定する立場（聖書には誤った記述や、人の手によって改変された記述、後世に創作された記述が含まれるとする立場）からは、神がこのような冷酷な命令をしたはずがないと解釈される。たとえばマルティン・ブーバーは、ある時『サムエル記』上15章のアマレク人聖絶の記述について問われて、「私はそれを神のお告げであるとは信じない。私はサムエルが神の言葉を聞き間違ったのだと信じる」と答えたと晩年の自伝的な著書の中で記している。これに対してレヴィナスは、ブーバーは聖書の権威よりも自分の良心の方を上に置いたとして非難する。レヴィナスによれば、出エジプト直後にイスラエルを最初に攻撃したアマレクは根源的な悪の象徴であり、イスラエル民族殲滅を試みたナチスと同等視されるため、上記のブーバーの見解に対して、「ブーバーはホロコーストについて考えていなかった（アマレクを生かしておけばイスラエル民族殲滅の憂き目にあっていた）」として極めて批判的な感想を表明している。

## 主な著作
- Théorie de l’intuition dans la phénoménologie de Husserl（1930）
  - 『フッサール現象学の直観理論』佐藤真理人・桑野耕三訳、法政大学出版局（1991年、叢書・ウニベルシタス 以下略）
- De l'évasion（1935/1962）
  - 「逃走論」『レヴィナス・コレクション』合田正人編訳、ちくま学芸文庫（1999年）
- De l'existence à l'existant（1947）
  - 『実存から実存者へ』 西谷修訳、朝日出版社（1987年）／講談社学術文庫（1996年）／ちくま学芸文庫（2005年）
- Le Temps et l'Autre（1948）
  - 『時間と他者』 原田佳彦訳、法政大学出版局（1986年、新版2012年）
  - 「時間と他なるもの」『レヴィナス・コレクション』合田正人編訳、ちくま学芸文庫（1999年）
- En découvrant l'existence avec Husserl et Heidegger（第1版、1949）
  - 『フッサールとハイデガー』 丸山静訳、せりか書房 （1977年）
- Totalité et infini（1961）
  - 『全体性と無限 外部性についての試論』 合田正人訳、国文社（1989年）
  - 『全体性と無限』熊野純彦訳、岩波文庫 上・下（2005-2006年）
  - 『全体性と無限』藤岡俊博訳、講談社学術文庫（2020年）
- En découvrant l'existence avec Husserl et Heidegger（第2版、1967）
  - 『実存の発見―フッサールとハイデッガーと共に』 佐藤真理人・桑野耕三訳、法政大学出版局（1996年）
- Quatre lectures talmudiques（1968）
  - 『タルムード四講話』内田樹訳、国文社（1987年）→人文書院（2015年）
- Humanisme de l'autre homme（1972）
  - 『他者のユマニスム』 小林康夫訳、書肆風の薔薇→白水社（1990年）
- Autrement qu'être ou Au-delà de l'essence（1974）
  - 『存在するとは別の仕方で あるいは存在することの彼方へ』合田正人訳、朝日出版社（1990年）
  - 『存在の彼方へ』合田正人訳、講談社学術文庫（1999年）
- Sur Maurice Blanchot（1976/1995）
  - 『モーリス・ブランショ』 内田樹訳、国文社（1992年、新版2015年）
- Noms propres（1976）
  - 『固有名』 合田正人訳、みすず書房（1994年）
- Du sacré au saint : cinq nouvelles lectures talmudiques（1977）
  - 『タルムード新五講話 神聖から聖潔へ』 内田樹訳、国文社（1990年）、人文書院（2015年）
- L'Au-delà du verset : lectures et discours talmudiques（1982）
  - 『聖句の彼方 タルムード―読解と講演』 合田正人訳、法政大学出版局（1996年、新装版2014年）
- Éthique et Infini（1982）
  - 『倫理と無限 フィリップ・ネモとの対話』 原田佳彦訳、朝日出版社（1985年、新装版1987年）
  - 『倫理と無限 フィリップ・ネモとの対話』 西山雄二訳、ちくま学芸文庫、2010年
- Difficile liberté（1984）
  - 抄訳『困難な自由 ユダヤ教についての試論』 内田樹訳、国文社（1985年、新版2008年）
  - 『困難な自由』 合田正人監修、三浦直希訳、法政大学出版局（増補版・定本全訳、2008年、新版2022年）
- Hors sujet (1987)
  - 『外の主体』 合田正人訳、みすず書房、1997年
- À l'heure des nations (1988)
  - 『諸国民の時に』 合田正人訳、法政大学出版局、1993年
- Entre nous(1991)
  - 『われわれのあいだで ―＜他者に向けて思考すること＞をめぐる試論』 合田正人・谷口博史訳、法政大学出版局（1993年、新装版2015年）
- De Dieu qui vient à l'idée（1992）
  - 『観念に到来する神について』 国文社、内田樹訳（1997年）
- Dieu, la mort et le temps（1993）
  - 『神・死・時間』 ジャック・ロラン編　合田正人訳、法政大学出版局（1995年）
- Altérité et transcendance（1995）
  - 『他性と超越』 ピエール・アヤ編　合田正人・松丸和弘訳、法政大学出版局（2001年）
- Nouvelles lectures talmudiques（1996）

邦訳選集・著作集
- 『超越・外傷・神曲』 内田樹・合田正人編訳、国文社（1986年）
- 文庫選集『レヴィナス・コレクション』 合田正人編訳、ちくま学芸文庫（1999年）
- 『レヴィナス著作集』ロドルフ・カラン／カトリーヌ・シャリエほか監修、未刊行のテクストを集成

藤岡俊博・渡名喜庸哲・三浦直希訳、法政大学出版局（2014年 - 2018年）
- 1 捕囚手帳ほか未刊著作（2014年3月）
- 2 哲学コレージュ講演集（2016年7月）
- 3 エロス・文学・哲学（2018年7月）

- 原題 Œuvres - フランス Grasset社『著作集』（全3巻、2009年 - 2013年）

## レヴィナス論
- 『レヴィナス読本』（レヴィナス協会編、法政大学出版局、2022年）
- 『個と普遍　レヴィナス哲学の新たな広がり』（杉村靖彦・渡名喜庸哲・長坂真澄編、法政大学出版局、2022年）
- サロモン・マルカ『レヴィナスを読む』（内田樹訳、国文社、1996年）
- コリン・デイヴィス『レヴィナス序説』（内田樹訳、国文社、2000年）
- ジャン＝フランソワ・レイ『レヴィナスと政治哲学　人間の尺度』（合田正人・荒金直人訳、法政大学出版局、2006年）
- ディディエ・フランク『他者のための一者　レヴィナスと意義』（米虫正巳・服部敬弘訳、法政大学出版局、2015年）
- ジャン＝フランソワ・リオタール『レヴィナスの論理』（松葉類訳、法政大学出版局、2024年）
- カトリーヌ・シャリエ『無限者の痕跡　エマニュエル・レヴィナスとヘブライ的源泉』（佐藤香織訳、法政大学出版局、2025年）

## 関連思想家
- エドムント・フッサール
- マルティン・ハイデッガー
- ジャック・デリダ
- ポール・リクール
- ウラジミール・ジャンケレヴィッチ
- フランツ・ローゼンツヴァイク
- マルティン・ブーバー
- モーリス・ブランショ
- エドモン・ジャベス
- ジャン・ヴァール